# Competizione apparente
La competizione apparente è un processo biologico che si ha con l'introduzione di un superpredatore in un ambiente diverso dal proprio.
Il predatore tende a nutrirsi di alcune specie: alcune, abituate ad essere predate, hanno sviluppato strategie di difesa per non scomparire (ad esempio, ritmi riproduttivi molto veloci).
Altre specie, di solito gli animali al vertice della catena alimentare prima dell'arrivo del nuovo superpredatore, sono scarsamente adattati ad essere predati e quindi la loro popolazione inizia a scendere.
Un buon esempio di processo di competizione interspecifica apparente è quello innescato dall'arrivo dell'aquila reale nelle Channel Islands: le aquile predano indistintamente sia i maiali rinselvatichiti che le volpi autoctone.
I maiali sono ben adattati alla pressione venatoria e quindi sopportano bene le perdite subite a causa delle aquile. Le volpi, invece, essendo per secoli state al vertice della catena alimentare della zona, non presentano adattamenti alla predazione, e sono state quindi rapidamente decimate.